# 言語転移
言語転移（げんごてんい、英: Language transfer）とは、バイリンガルまたは多言語話者によるある言語から別の言語への言語的特徴の何らかの適応のこと。母語転移（ぼごてんい）ともいう。言語転移は、同時バイリンガル（simultaneous bilingual）の言語獲得において、成熟した話者の第一言語（L1）から獲得しようとしている第二言語（L2）へ、またはL2からL1へ戻る際に、両方の言語にまたがって起こる可能性が指摘されている。言語転移（L1干渉、言語的干渉、交差言語的影響とも呼ばれる）は、英語学習と教育の文脈で最も一般的に議論されているが、第二言語に翻訳する際のように、ある言語のネイティブレベルの運用能力を持っていない場合、どのような状況でも起こる。また言語移行はバイリンガルの子どもの言語習得においてもよく取り上げられる話題であり、特に一方の言語が支配的な場合には、バイリンガルの子供に頻繁に発生する。

## 正の転移と負の転移

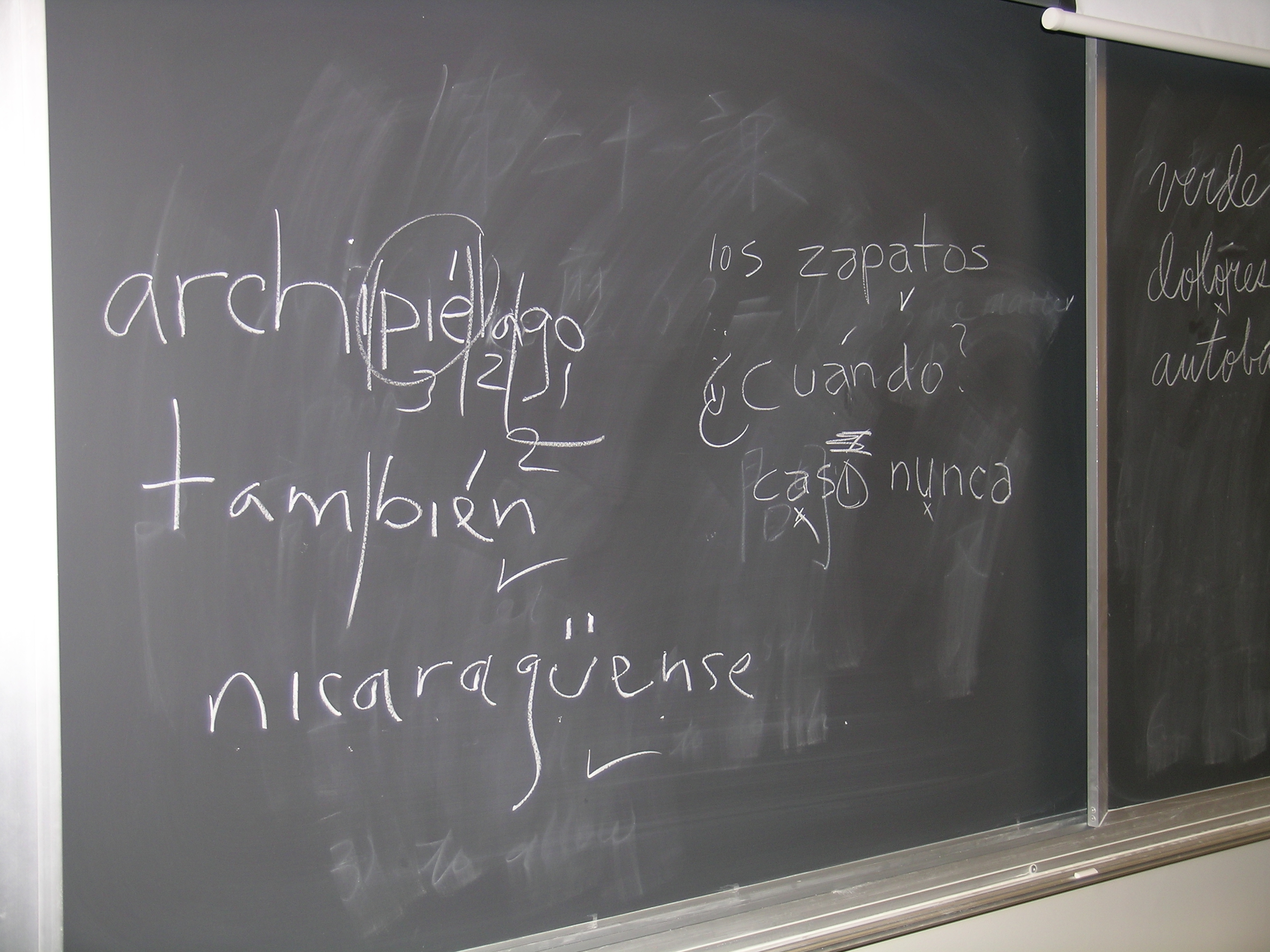
スペイン語の正書法で使われるüと急性アクセント記号に関する学生の試行錯誤の様子が映し出されているハーバード大学の教室黒板。

学習者の母語における特徴であり、第二言語の規範の一部に当てはまるものが出現することを、正の転移（英: positive transfer）という。逆に、学習者の母語における特徴ではあるが、第二言語における特徴ではないものが出現してしまう場合、負の転移（英: negative transfer）という。
言語間距離が近い言語ほど正の転移が現れやすく、遠いほど負の転移が現れやすい。

### 例
日本語母語話者が英語を学習する際の例として、以下が挙げられる。
正の転移
- 所有格の s：日本語には「彼（の）本」というように、所有格の s に対応する「の」という助詞が存在し、日本語の文構造と語順をそのまま英語に転移させることができるため、日本人学習者は所有格の s をより早く習得できる。
- 動詞の過去形：日本語では「～た」と表すことが多く、英語では「～ed」などの過去形で表現するため、習得が早い。

負の転移
- 不定冠詞 a と定冠詞 the の使い分け：日本語には冠詞の使い分けという文法規則が存在しないため、a と the の正しい使い分けの習得は難しい。
- /l/と/r/の区別：日本語では”l”と”r”の音を区別しないため、”l”と”r”を発音したり、聞き分けに困難が伴う。

### 詳細
両言語の関連する単位や構造が同じである場合、言語的な干渉によって、正の伝達と呼ばれる「正しい」言語産出が行われる（ここでは、「正しい」意味は、ほとんどのネイティブスピーカーの受容性[acceptability]と一致するものである）。例としては、同根語の使用が挙げられる。一方で、負の転移（言語的干渉）は、誤りの原因として議論されることが多く、これは第一言語と第二言語の構造が異なる場合に生じやすい。
アメリカ構造主義言語学と行動主義心理学のもとで発達した対照分析（contrastive analysis）の理論では、構造的な相違点と類似点を特定し、ある言語のペアを体系的に研究することで、2つの言語の間の相違点が大きいほど、負の伝達が期待できるとされた。例えば、英語では曜日の前に前置詞が使われる（"I'm going to the beach on Friday."）が、スペイン語では前置詞の代わりに定冠詞が使われる（"Voy a la playa el viernes."）。 英語を母国語とするスペイン語初心者は、言語使用時に英語に依存してしまうため、必要のないときに前置詞を使用してしまうことがある。もう一つの典型的な負の転移の例は、英語を学ぼうとしているドイツの学生に関わるものである。ドイツ語の名詞 "Information "は複数形の "Informen "としても使えるので、ドイツの学生はほとんどの場合、英語でも "informations "を使うことになるが、これは文法的には誤りである。より一般的な観点から、Brownは「すべての新しい学習は、以前の学習に基づいた移転を伴う」と述べている。これは、L1の初期学習がL2の学習に影響を与える理由を説明するものである。
負の転移に比べ、正の転移はあまり注目されてず、議論されない傾向にある。しかしながら、その結果は時として大きな効果をもたらす。一般的に、2つの言語が似ているほど、また学習者が2つの言語の関係性を認識しているほど、正の転移はより多く起こる。例えば、英語圏のドイツ語学習者は、ドイツ語の語彙を英語の語彙から正しく推測することができるが、語順、意味合い、コロケーションに関しては異なることが多い。似ているようで異なるというこれらの状態を”false friends”と呼ぶが、両言語間の距離が近いと、学習者はその影響を良くも悪くも受けやすくなる。
このように第一言語からの転移は一般に、正しい言語産出をもたらす正の転移や、誤りをもたらす負の転移がある。それに加え、第一言語からの転移は、ある言語のネイティブ（単一言語話者）話者よりも、ある種の技術的、あるいは分析的な優位性をもたらすことがあるとも言われている。例えば、韓国語を第一言語とする英語の第二言語話者は、韓国語の無開放閉鎖音の状態が英語とは異なるため、機能的にモノリンガルである英語のネイティブ話者よりも、英語の無開放閉鎖音の知覚が正確であることが示されている。

## 音韻・音声
母語転移が最も起きやすいのは発音である。日本語学習者には以下のような母語転移がみられる。
- [a],[i],[u]の3母音体系であるセブアノ語話者が、5母音体系の日本語を習得しようとする際、母語に影響されて半狭母音→狭母音（[e]→[i]、[o]→[u]）の音変化が多く起こる[13]。
- 母音調和を持つトルコ語やモンゴル語の母語話者が日本語を習得しようとする際、母音調和の規則に従って音のズレを生じる[14][15]。

言語交替の際に基層言語の話者が起こす発音の母語転移が、音変化の一因とされる。

## 語用論
中間言語語用論において、学習者の母語における語用論的特徴が、本来の第二言語には存在しないにもかかわらず、学習者による第二言語の理解・発話の過程で出現することを語用論的転移（英: pragmatic transfer）という。負の転移・語用論的智識の欠如によってコミュニケーションが阻害されることを、語用論的誤り（英: pragmatic failure）と言う。